# Buvatina tineiformis
Buvatina tineiformis is een vlinder uit de familie sikkelmotten (Oecophoridae). De wetenschappelijke naam is voor het eerst geldig gepubliceerd in 1984 door Leraut.
De soort komt voor in Europa.